# Lucky Msiska
Lucky Msiska (ur. 17 marca 1960) – zambijski piłkarz grający na pozycji pomocnika. W swojej karierze grał w reprezentacji Zambii.

## Kariera klubowa
Do 1986 roku Msiska grał w klubie Power Dynamos, z którym w 1982 roku zdobył Puchar Zambii, a w 1984 roku został mistrzem Zambii. W latach 1987–1990 występował w belgijskim trzecioligowym klubie KSK Roeselare.

## Kariera reprezentacyjna
W reprezentacji Zambii Msiska zadebiutował 29 lipca 1984 roku w wygranym 3:0 meczu eliminacji do MŚ 1986 z Ugandą. W 1988 roku powołano go do kadry na Igrzyska Olimpijskie w Seulu. W 1990 roku był w kadrze Zambii na Puchar Narodów Afryki 1990. Wystąpił w nim w pięciu meczach: grupowych z Kamerunem (1:0), z Kenią (1:0) i z Senegalem (0:0), półfinałowym z Nigerią (0:2) oraz o 3. miejsce z Senegalem (1:0). W kadrze narodowej grał do 1991 roku. Rozergał w niej 15 meczów i strzelił 2 gole.